# Loreto (Santiago del Estero)
Loreto o Villa San Martín es una ciudad argentina ubicada en el centro de la provincia de Santiago del Estero. Es la cabecera del departamento Loreto. Sus principales actividades económicas son la ganadería, agricultura y la forestación. El 10 de diciembre se festejan las populares fiestas patronales, en conmemoración a su patrona la Virgen de Loreto. Es Capital Nacional del Rosquete y sede del Festival del Rosquete en febrero.
Loreto se caracteriza básicamente por sus tradiciones ancestrales, como las fiestas patronales de la Virgen de Loreto, patrona de la aviación argentina y por un producto artesanal comestible, el rosquete (una masa dulce en forma de rosca bañada con merengue) de delicioso sabor. Cuenta con diferentes instituciones deportivas, como los clubes El Remanso, Unión Obrera, Sportivo Loreto, San Martín y Alberdi.

## Geografía
- Altitud: 140 m s. n. m.
- Latitud: 28.º 18' 00" S
- Longitud: 64.º 12' 00" O

## Población
Contaba con 10 996 habitantes (Indec, 2010), lo que representa un incremento del 11,6 % frente a los 9854 habitantes (Indec, 2001) del censo anterior. Esta magnitud la sitúa como el 8.º aglomerado urbano de la provincia.
| Gráfica de evolución demográfica de Loreto entre 1960 y 2010 |
|                                                              |
| Fuentes: INDEC                                               |